# Éditions Amaya
Les Éditions Amaya sont une maison d'édition indépendante gabonaise fondée en 2007 à Libreville par Solange Andagui Bongo Ayouma.

## Présentation
Solange Andagui Bongo Ayouma, fonde en 2007 à Libreville les Éditions Amaya. Pédiatre de formation et directrice d'un établissement sanitaire, elle publie en 2008 son premier roman La Tentation d'Adam. Ce conte philosophique raconte les tribulations du premier homme face aux méfaits de la mondialisation. Elle tente d'y « mettre en exergue l'idée du libre arbitre et de la responsabilité ». Elle devient directrice de la maison d'édition.
« Amaya » signifie en langue gabonaise « viens si tu es capable ou bienvenue ». C’est aussi le siège spirituel du pouvoir Teke. Les Éditions Amaya ont pour devise « Un autre regard sur l’Afrique et le Monde ». Elle contribuent, selon L'Union, à l’émergence de nouveaux talents et à la redécouverte de grands classiques de la littérature gabonaise.
Les Éditions Amaya inaugurent leur siège en 2013 à Libreville, un espace comportant une salle de conférence, des espaces d’exposition, une salle de spectacle, un jardin, des bureaux, une librairie et un cyberespace,. Une vingtaine de titres sont publiés, dont sept en fonds propres.
Elles lancent lors la rentrée littéraire 2016-2017, des annales de révision du Baccalauréat contextualisées, dans leur collection Révi'bac et une collection de littérature d'enfance et de jeunesse, Amaya Jeunesse. Elles publient également des ouvrages de littérature générale, des revues littéraires.
Elles célèbrent leurs dix ans d'existence en 2018 en publiant Le dernier combat - Confidences posthumes, élu du peuple 1961-1969, un ouvrage écrit par Solange Andagui Bongo Ayouma, basé sur des confidences posthumes de son père, Philibert Bongo Ayouma, haut fonctionnaire et homme politique. La maison d'édition compte alors une cinquantaine d’œuvres.
Elles s'organisent autour de trois départements : littérature générale, littérature jeunesse et un dernier d’ouvrages didactiques et d’ouvrages pratiques. Elles font partie du groupe Amaya comprenant Amaya livre et Amaya communication.

## Concours littéraireÀ vos plumes
Depuis 2013, les Éditions Amaya organisent le concours littéraire À vos plumes afin de « susciter l’émergence de jeunes talents littéraires et promouvoir la littéraire gabonaise et africaine ». Il est ouvert aux élèves, étudiants et étudiantes du Gabon, âgés de 10 à 27 ans, vivant à Libreville et dans les capitales provinciales. Les prix à gagner sont notamment une résidence d’écriture à Paris et la publication des manuscrits. Soixante-huit candidats et candidates participent à la première édition.

## Principales publications
- Andagui Bongo Ayouma, La tentation d'Adam : roman, 2011 (ISBN 978-2-9530562-0-4 et 2-9530562-0-3, OCLC 906784415)[13].
- Sophie Ipoto Wanga, Boubou l'Okapi, 2016 (ISBN 979-10-92436-24-2, OCLC 1130320365).
- Martine Paillout, Le vieil arbre et les petites fées, 2016 (ISBN 979-10-92436-26-6, OCLC 1104854552).
- Andangui Bongo Ayouma, Le dernier combat - Confidences posthumes, élu du peuple 1961-1969, 2018.